# Dassault Falcon 8X
Il Dassault Falcon 8X è un aereo d'affari di alta gamma della famiglia dei Falcon costruito da Dassault Aviation, il cui assemblaggio è iniziato nel 2014 a Biarritz. Questo trireattore si presenta come un modello derivato e profondamente modificato e aggiornato del Falcon 7X, realizzato nel 2005. L'aereo è stato annunciato al salone EBACE (European Business Aviation Convention & Exhibition) nel maggio 2014.

## Concezione
Il nuovo business jet di Dassault Aviation si presenta come un modello derivato, profondamente modificato e aggiornato del Falcon 7X, l'aereo di punta del gruppo, messo in servizio nel 2007.
Motorizzato con una versione migliorata dei motori Pratt & Whitney Canada PW307, il Falcon 8X dispone di una nuova superficie alare in alluminio, di carrelli d'atterraggio rinforzati, di una fusoliera e di una cabina allungata. Capace di trasportare fino a 19 passeggeri, l'aereo è un business jet di alta gamma, con una larga cabina e raggio d'azione molto lungo. L'aereo potrà raggiungere gli 11 945 km senza scalo (945 km in più rispetto al 7X), con 8 passeggeri e 3 membri di equipaggio. Si tratta del più lungo raggio d'azione di un aereo della gamma Falcon.
L'assemblaggio finale e i test del Falcon 8X si svolgono nell'hangar Charles Lindbergh dell'aeroporto di Bordeaux Mérignac. La campagna di test a terra è terminata nel novembre 2014, mentre il primo volo, effettuato il 6 febbraio 2015, ha dato l'avvio alla campagna di test in volo, alla quale parteciperanno 3 aerei. La certificazione di volo per il Falcon 8X è prevista per la metà 2016, in modo da consentire le prime consegne nel secondo semestre del 2016. Dassault Aviation prevede di assemblare 3 aerei al mese fino al 2018.
Il Falcon 8X si posiziona come concorrente del Gulfstream G550 e del Bombardier Global 6000.

## Utilizzatori

### Militari
Indonesia
- Tentara Nasional Indonesia Angkatan Udara

2 Falcon 8X ordinati, il primo dei quali è stato consegnato il 8 novembre 2023.